# George Vendryes
Georges Vendryes (Paris, 7 de setembro de 1920 – Rocquencourt, 16 de setembro de 2014) foi um físico francês, que desempenhou um papel fundamental na indústria atômica francesa, onde é reconhecido como o "pai" dos reatores reprodutores.
Recebeu o Prêmio Enrico Fermi de 1984 e o Prêmio Japão de 1988.